# Municipio de Clark (condado de Perry)
El municipio de Clark (en inglés: Clark Township) es un municipio ubicado en el condado de Perry en el estado estadounidense de Indiana. En el año 2010 tenía una población de 1180 habitantes y una densidad poblacional de 6,09 personas por km².

## Geografía
El municipio de Clark se encuentra ubicado en las coordenadas 38°11′6″N 86°44′22″O / 38.18500, -86.73944. Según la Oficina del Censo de los Estados Unidos, el municipio tiene una superficie total de 193.85 km², de la cual 193,18 km² corresponden a tierra firme y (0,34 %) 0,66 km² es agua.

## Demografía
Según el censo de 2010, había 1180 personas residiendo en el municipio de Clark. La densidad de población era de 6,09 hab./km². De los 1180 habitantes, el municipio de Clark estaba compuesto por el 98,73 % blancos, el 0,08 % eran afroamericanos, el 0,17 % eran amerindios, el 0,08 % eran isleños del Pacífico, el 0,34 % eran de otras razas y el 0,59 % eran de una mezcla de razas. Del total de la población el 0,93 % eran hispanos o latinos de cualquier raza.